# گورنگا شوشایا
گورنگا شوشایا (به صربی: Gornja Šušaja) یک منطقهٔ مسکونی در صربستان است که در پریچو واقع شده‌است. گورنگا شوشایا ۲٫۴۵ کیلومتر مربع مساحت و ۱۰۱ نفر جمعیت دارد.